# Stora Ristjärnen, Värmland
Stora Ristjärnen är en sjö i Arvika kommun och Årjängs kommun i Värmland och ingår i Göta älvs huvudavrinningsområde. Sjön är 22 meter djup, har en yta på 0,401 kvadratkilometer och befinner sig 233,7 meter över havet. Sjön avvattnas av vattendraget Barlindshultsälven.

## Delavrinningsområde
Stora Ristjärnen ingår i det delavrinningsområde (660193-130187) som SMHI kallar för Utloppet av Stora Ristjärn. Medelhöjden är 263 meter över havet och ytan är 5,37 kvadratkilometer. Det finns ett avrinningsområde uppströms, och räknas det in blir den ackumulerade arean 17,64 kvadratkilometer. Barlindshultsälven som avvattnar avrinningsområdet har biflödesordning 4, vilket innebär att vattnet flödar genom totalt 4 vattendrag innan det når havet efter 289 kilometer. Avrinningsområdet består mestadels av skog (73 procent). Avrinningsområdet har 0,42 kvadratkilometer vattenytor vilket ger det en sjöprocent på 13,4 procent.